# Gödnitz
Gödnitz este o comună din landul Saxonia-Anhalt, Germania.